# Ožegovići
Ožegovići Barlabaševački, hrvatska plemićka obitelj, koja je dobila pridjevak prema Barlabaševcu, svom starom posjedu u nekadašnjoj Križevačkoj županiji. Prvi poznati pripadnik roda bio je Andrija Ožeg iz Barlabaševaca, kojeg izvori spominju 1496. i 1526. godine. Godine 1578. Nikola Ožeg istaknuo se kao jedan od zapovjednika utvrde Gvozdansko.
Godine 1646. kralj Ferdinand III. potvrdio je Ivanu Martinovu Ožegu prava kalničkog plemstva. Članovi obitelji istaknuli su se osobito u 19. stoljeću. Mirko Ožegović (1775. – 1869.) je bio senjsko-modruški biskup i poslanik Hrvatskog sabora, koji se zauzimao za obranu hrvatskog državnog prava i pobijao teze o pripadnosti Kraljevine Hrvatske i Slavonije Ugarskoj. U politčkom životu istaknuo se i Stjepan Ožegović (1770. – 1837.) obnašao je dužnosti vijećnika Kraljevskoga sudbenoga stola u Zagrebu, protonotara Kraljevine i poslanika Hrvatskoga sabora na zajedničkom saboru u Požunu (1825–1827. i 1830.). Stjepanov brat, Metel Ožegović (1814. – 1890.), bio je političar, preporoditelj i nasljednik barunskog naslova. Ljudevit Ožegović, sin Metela Ožegovića bio je slično kao i otac: političar, poslanik Hrvatskoga sabora i nasljednik barunskog naslova te slikar i veleposjednik. Njegova druga supruga Ivka Ožegović istakla se humanitarnim i kulturnim radom te je osnovala prvi Dječji dom u Zagrebu. Njihova kćer Lucija Ožegović bila je operna pjevačica. Njen sin poginuo je u Drugom svjetskom ratu.
Od članova obitelji u 20. stoljeću, istaknuo se naftni geolog Franjo Ožegović (1903. – 1978.).

## Vanjske poveznice
- Ožegović Hrvatska enciklopedija